# Maccarese (azienda)
Maccarese SpA è un'azienda agricola italiana che si trova nell'omonima località di Maccarese, fino al 1992 frazione comunale di Roma e da tale data in poi di Fiumicino.
Ha un'estensione di circa 32 km² tra entroterra e costa, e opera, oltre che nel settore agricolo, anche in quello immobiliare.
Nata nel 1925 su iniziativa privata della famiglia Torlonia e di alcune banche pubbliche italiane, entrò nell'orbita dell'IRI negli anni trenta e rimase di proprietà pubblica per più di sessant'anni fino al 1998, anno in cui, dopo due tentativi falliti di privatizzazione, fu ceduta alla Edizione Holding, società facente capo alla famiglia Benetton.
È una delle aziende agricole più estese d'Italia ed ospita al suo interno la sede di un'agenzia internazionale di biodiversità alimentare e un centro di formazione agro-zootecnico istituito dalle aziende del settore.

## Storia
La Maccarese Società Anonima di Bonifiche o SAB nacque nel 1925 su iniziativa del principe Giovanni Torlonia, proprietario di numerosi terreni tra il fiume Arrone e il porto di Fiumicino, si consorziò con la SGIBI (Società di Bonifiche e Irrigazione), di proprietà di diverse banche nazionali.
La neonata società, nel 1927, estese le sue competenze anche a nord del fiume Arrone e, nel 1929, lo Stato compartecipò nella gestione societaria.
A causa di crisi finanziarie ed economiche sopravvenute a inizio degli anni trenta, la proprietà passò definitivamente allo Stato nel 1933 tramite acquisizione da parte dell'IRI.
L'azienda, che nel secondo dopoguerra era divenuta un laboratorio imprenditoriale e sindacale significativo, avendo vissuto diverse forme di partecipazione alla creazione del patrimonio e raggiungendo la parità salariale tra uomini e donne già nel 1961, fu messa in vendita a febbraio 1983 nel quadro di una ristrutturazione delle proprietà dell'IRI, al cui passivo Maccarese contribuiva con 200 miliardi di lire (100000000 € nominali) di perdite; la vendita tuttavia, che sembrava già data per scontata, non ebbe luogo per via delle reazioni di politica e sindacati che contestarono sia il mancato nulla-osta governativo alla cessione dell'azienda che la mancata prelazione a una soluzione pubblica; inoltre fu sottolineato che l'accordo di vendita prevedeva che il compratore si sarebbe impegnato a mantenere la destinazione agricola della tenuta (3 200 ettari) per solo cinque anni, ingenerando quindi sospetti di possibile speculazione edilizia a fine impegno.
Su tale base, nell'aprile successivo, il sindacato braccianti della CGIL presentò in Pretura un ricorso avverso alla vendita per comportamento antisindacale e violazione del patto di destinazione trentennale della proprietà a uso agricolo; era infatti stato reso noto che il nuovo acquirente aveva intenzione di realizzare strutture turistiche e portuali nell'area della tenuta una volta scaduta la destinazione agricola.
L'accoglimento di tale ricorso nel giugno successivo mise di fatto fine a qualsiasi proposito di vendita dell'azienda anche alla luce delle condizioni dettate dal magistrato per poter alienare la proprietà, che di fatto l'avrebbero resa inappetibile per qualsivoglia acquirente.
Nel 1986 la Sofin, società del gruppo IRI materialmente detentrice di Maccarese, riavviò la produzione dell'azienda agricola.
A maggio dello stesso anno l'IRI incorporò Maccarese in SoGEA, società del gruppo Iritecna.
Ancora nel 1993 un tentativo di vendita tramite offerta privata fu denunciato dalle forze politiche e bloccato: la motivazione della resistenza alla vendita, ancora una volta, fu la mancata chiarezza sulla destinazione d'uso dei 32 ettari di terreno, ritenuti appetibili in ottica di cementificazione turistica.
Nel 1998 Maccarese, per la cui vendita l'IRI aveva garantito una prelazione agli enti locali nel cui territorio sorge (comune di Fiumicino, provincia di Roma e regione Lazio) fu offerta al gruppo Benetton, intenzionata ad acquistare l'azienda tramite la propria sussidiaria Edizione Holding; tuttavia, se all'epoca delle precedenti vendite erano stati i partiti e i sindacati di sinistra a sollevare obiezioni spesso bloccanti, in occasione della vendita ai Benetton fu Alleanza Nazionale, diretta erede del neofascista MSI-DN, a fare opposizione e a paventare crisi occupazionali a seguito della cessione.
L'acquisto fu perfezionato a settembre 1998 per un controvalore economico di 93 miliardi di lire e l'imposizione da parte del sindaco PDS di Fiumicino Giancarlo Bozzetto, competente per territorio, di non variare la cubatura edificabile sulla tenuta pena un pagamento di ulteriori 20 miliardi di penale; a seguito di tale accordo gli enti locali rinunciarono al loro diritto di prelazione sull'acquisto della tenuta.
La nuova governance ha mantenuto a uso agricolo tutti i 3 200 ettari di terreno, coltivato principalmente a seminativi, foraggi e ortaggi; al 2019 dichiara il possesso di 3 600 vacche per una produzione giornaliera di 48000 l di latte, pari a circa il 10% del fabbisogno di Roma; Maccarese alleva anche vitello da carne e ha ricevuto le certificazioni ISO 14001 (2007) e ISO 45001 (2019), entrambe da Bureau Veritas.
Al 2018 l'azienda dichiara ricavi per 13800000 €.
Nel patrimonio dell'azienda figurano alcuni manufatti di rilevanza storica messi a disposizione di altri enti e istituzioni: il castello di San Giorgio, per esempio, è la sede del Polo di formazione per lo sviluppo agro-zootecnico, associazione nata per iniziativa di diverse aziende agricole di rilievo, che si occupa di formazione degli operatori del settore agroalimentare e dell'allevamento; il piano terreno del castello, inoltre, è in uso al comune di Fiumicino come sala per la celebrazione di matrimoni.
La tenuta di Maccarese ospita anche la sede di Bioversity International, agenzia alimentare patrocinata dalla FAO che si occupa di ricerca agricola ispirata al principio di biodiversità.